# Simão Sabrosa
Simão Pedro Fonseca Sabrosa  (n. 31 octombrie 1979) este un fost jucător de fotbal portughez, care de a lungul carierei a jucat pentru cluburi precum Benfica, Atletico de Madrid sau Espanyol și pentru Echipa națională de fotbal a Portugaliei.

## Palmares

### Echipa
Benfica
- Liga Portugheză: 2004–05
- Cupa Portugaliei: 2003–04
- Supercupa Portugaliei: 2005

Atlético Madrid
- UEFA Europa League: 2009–10
- Copa del Rey: Locul doi 2009–10

### Țară
- Campionatul European sub 16: 1996
- Campionatul European de Fotbal: Locul doi 2004

### Individual
- Balonul de Aur Portughez: 2005
- Liga Portugheză: Golgheter 2004–05

Simão Sabrosa pe terenul de fotbal